# Selección de baloncesto sub-18 de Yugoslavia
La selección de baloncesto sub-18 de Yugoslavia (en serbocroata: Košarkaška reprezentacija Jugoslavije U18) fue el equipo de baloncesto masculino, administrado por la Federación de Baloncesto de Yugoslavia, que representó a RFS Yugoslavia en las competiciones internacionales de baloncesto masculino sub-18. Compitió principalmente en el Campeonato de Europa Juniors, hoy conocido como Campeonato Europeo de Baloncesto Masculino Sub-18.
Después de la disolución de Yugoslavia en 1991, los países sucesores crearon sus propios equipos nacionales sub-18. Los equipos de Serbia y Croacia ganaron el Campeonato tres veces cada uno, a partir de 2017.

## Participaciones

### Campeonato Europeo de Baloncesto Masculino Sub-18
| Año   | Pos.              | PJ | G  | P  | Ref.   |
| ----- | ----------------- | -- | -- | -- | ------ |
| 1964  | 7°                | 5  | 2  | 3  | [ 1 ]  |
| 1966  | Medalla de plata  | 5  | 4  | 1  | [ 2 ]  |
| 1968  | Medalla de plata  | 7  | 6  | 1  | [ 3 ]  |
| 1970  | 4°                | 7  | 4  | 3  | [ 4 ]  |
| 1972  | Medalla de oro    | 7  | 7  | 0  | [ 5 ]  |
| 1974  | Medalla de oro    | 9  | 9  | 0  | [ 6 ]  |
| 1976  | Medalla de oro    | 8  | 7  | 1  | [ 7 ]  |
| 1978  | Medalla de bronce | 7  | 6  | 1  | [ 8 ]  |
| 1980  | Medalla de plata  | 7  | 6  | 1  | [ 9 ]  |
| 1982  | Medalla de plata  | 7  | 6  | 1  | [ 10 ] |
| 1984  | Medalla de bronce | 7  | 5  | 2  | [ 11 ] |
| 1986  | Medalla de oro    | 7  | 7  | 0  | [ 12 ] |
| 1988  | Medalla de oro    | 7  | 7  | 0  | [ 13 ] |
| 1990  | 5°                | 7  | 4  | 3  | [ 14 ] |
| Total | 14/14             | 97 | 82 | 17 |        |

## Premios individuales

### Máximo anotador
- Vinko Jelovac - 1968

## Entrenadores
| Años      | Nombre           | Entrenador asistente |
| --------- | ---------------- | -------------------- |
| 1964-1966 | Ranko Žeravica   |                      |
| 1968      | Slobodan Ivković |                      |
| 1970      | Lazar Lečić      |                      |
| 1972      | Mirko Novosel    |                      |
| 1974      | Bogdan Tanjević  | Slobodan Ivković     |
| 1976–1980 | Luka Stančić     | Dušan Ivković        |
| 1982      | Rusmir Halilović | Dejan Srzić          |
| 1984      | Luka Stančić     | Dejan Srzić          |
| 1986      | Svetislav Pešić  | Dejan Srzić          |
| 1988-1990 | Duško Vujošević  | Dejan Srzić          |

## Jugadores
Plantillas en cada uno de los torneos en los que participó.
| 1964 | 1966 | 1968 | 1970 | 1972 | 1974 | 1976 |
| 4 Tihomir Pavlović 5 Anton Bračun 6 Miljenko Valčić 7 Jurica Kosta 8 Slobodan Jelić 9 Danko Hočevar 10 Momčilo Pazmanj 11 Bogdan Tanjević 12 Srđan Skulić 13 Ljubiša Stanković 14 Ljubiša Janjić 15 Andrej Brenk | 4 Mihajlo Manović 5 Bogdan Tanjević 6 Sterija Andonovski 7 Kosta Grubor 8 Dragiša Vučinić 9 Ivica Valek 10 Dragan Kapičić 11 Ljubodrag Simonović 12 Damir Šolman 13 Aljoša Žorga 14 Željko Dokman 15 Krešimir Ćosić | 4 Žarko Zečević 5 Dragan Đukić 6 Ivan Sarjanović 7 Vinko Jelovac 8 Dragiša Vučinić 9 Zoran Slavnić 10 Mihajlo Manović 11 Ljubodrag Simonović 12 Damir Šolman 13 Stanislav Bizjak 14 Franjo Luković 15 Sadik Zejnilović | 4 Blagoja Georgievski 5 Nedjeljko Ostarčević 6 Radivoj Živković 7 Anton Sagadin 8 Branko Kovačević 9 Branislav Tomić 10 Goran Rakočević 11 Davor Rukavina 12 Miroljub Damjanović 13 Srećko Jarić 14 Dragan Radosavljević 15 Marko Gvardijančić | 4 Dragan Todorić 5 Franc Volaj 6 Milan Grabovac 7 Dragan Kićanović 8 Rajko Žižić 9 Milan Milićević 10 Boris Beravs 11 Ratko Kaljević 12 Mirza Delibašić 13 Čedomir Perinčić 14 Branko Macura 15 Željko Jerkov | 4 Branko Skroče 5 Goran Kriznar 6 Boško Bosiočić 7 Rajko Žižić 8 Dušan Zupančić 9 Aleksandar Paternos 10 Mladen Mohorović 11 Mihovil Nakić 12 Andro Knego 13 Darko Fabulić 14 Zoran Gavrilović 15 Ratko Radovanović | 4 Mile Stanković 5 Aleksandar Petrović 6 Pero Vučica 7 Predrag Bogosavljev 8 Damir Pavličević 9 Stevo Vukasović 10 Branko Sikirić 11 Željko Pribanović 12 Mladen Ostojić 13 Čedo Brborić 14 Miodrag Marić 15 Rade Vukosavljević |

| 1978 | 1980 | 1982 | 1984 | 1986 | 1988 | 1990 |
| 4 Mihailo Poček 5 Slobodan Nikolić 6 Petar Popović 7 Predrag Bogosavljev 8 Milan Medić 9 Ivan Sunara 10 Aleš Pipan 11 Predrag Benaček 12 Veljko Petranović 13 Davor Dogan 14 Nihat Izić 15 Dragan Zrno | 4 Srđan Dabić 5 Nebojša Zorkić 6 Marko Ivanović 7 Matej Janžek 8 Milan Medić 9 Zoran Čutura 10 Miroljub Mitrović 11 Žarko Đurišić 12 Tomislav Tiringer 13 Goran Grbović 14 Branko Vukičević 15 Nikola Lazić | 4 Velimir Perasović 5 Dražen Petrović 6 Ivica Žurić 7 Ivo Petović 8 Zoran Jovanović 9 Dragan Lukenda 10 Nebojša Bukumirović 11 Stojan Vranković 12 Danko Cvjetićanin 13 Aleksandar Milivojša 14 Antonio Ozmec 15 Goran Sobin | 4 Aleksander Govc 5 Velimir Perasović 6 Ivica Žurić 7 Jure Zdovc 8 Zoran Jovanović 9 Ivo Nakić 10 Miroslav Pecarski 11 Franjo Arapović 12 Ivica Mavrenski 13 Mirko Milićević 14 Žarko Paspalj 15 Luka Pavićević | 4 Ivica Gulin 5 Luka Pavićević 6 Nebojša Ilić 7 Toni Kukoč 8 Miroslav Pecarski 9 Teoman Alibegović 10 Aleksandar Đorđević 11 Samir Avdić 12 Vlade Divac 13 Radenko Dobraš 14 Dino Rađa 15 Slaviša Koprivica | 4 Živko Badžim 5 Predrag Danilović 6 Slobodan Kaličanin 7 Žan Tabak 8 Oliver Popović 9 Nenad Grmuša 10 Rastko Cvetković 11 Marijan Kraljević 12 Dževad Alihodžić 13 Arijan Komazec 14 Mirko Pavlović 15 Ivan Kapov | 4 Velibor Radović 5 Nikola Lončar 6 Alojz Šiško 7 Veljko Mršić 8 Miljan Goljović 9 Teo Čizmić 10 Dejan Bodiroga 11 Željko Rebrača 12 Miladin Mutavdžić 13 Mlađan Šilobad 14 Mirko Pavlović 15 Roman Horvat |

## Nuevos equipos nacionales
Después de la disolución de Yugoslavia en 1991, se crearon cinco nuevos países : Bosnia y Herzegovina, Croacia, Macedonia, RF Yugoslavia (en 2003, rebautizada como Serbia y Montenegro) y Eslovenia. En 2006, Montenegro se convirtió en una nación independiente y Serbia se convirtió en el sucesor legal de Serbia y Montenegro. En 2008, Kosovo declaró su independencia de Serbia y se convirtió en miembro de FIBA en 2015.
Aquí hay una lista de equipos nacionales masculinos menores de 18 en el área de RFS Yugoslavia:
- Bosnia y Herzegovina (1992-)
- Croacia (1992-)
- Macedonia del Norte (1993-)
- Serbia y Montenegro (1992-2006)
  -  Montenegro (2006-)
  -  Serbia (2006-)
    -  Kosovo (2015-)
- Eslovenia (1992-)